# Kmećani
Kmećani so naselje v mestu Banjaluka, Bosna in Hercegovina. 

## Deli naselja
Batari, Davidovići, Donje Lužije, Dragolići, Gomjenica, Grgići, Jelisavci, Kandići, Kmećani, Ljubojevići, Lužije, Marjanovići, Milanovići, Milosavići, Pećanac, Stojakovići in Zekanovići.   

## Prebivalstvo
| Pregled števila prebivalcev po letih | Pregled števila prebivalcev po letih | Pregled števila prebivalcev po letih | Pregled števila prebivalcev po letih | Pregled števila prebivalcev po letih | Pregled števila prebivalcev po letih |
| ------------------------------------ | ------------------------------------ | ------------------------------------ | ------------------------------------ | ------------------------------------ | ------------------------------------ |
| 1948                                 | 1953                                 | 1961                                 | 1971                                 | 1981                                 | 1991                                 |
| -                                    | -                                    | 982                                  | 779                                  | 653                                  | 458                                  |

| Narodna sestava prebivalstva po letih                                                                                       | Narodna sestava prebivalstva po letih                                                                                       | Narodna sestava prebivalstva po letih                                                                                      |
| --- | --- | --- |
| 1971 | 1981 | 1991 |
| . skupaj: 779 Srbi 747 (95,89 %) Hrvati 29 (3,72 %) Muslimani 2 (0,25 %) Jugoslovani 0 (0,00 %) drugi in neznano 1 (0,12 %) | . skupaj: 653 Srbi 627 (96,01 %) Hrvati 16 (2,45 %) Muslimani 0 (0,00 %) Jugoslovani 6 (0,91 %) drugi in neznano 4 (0,61 %) | . skupaj: 458 Srbi 441 (96,28 %) Hrvati 7 (1,52 %) Muslimani 0 (0,00 %) Jugoslovani 5 (1,09 %) drugi in neznano 5 (1,09 %) |